# Ярошенко Сергій Миколайович
Сергій Миколайович Ярошенко (нар. 6 квітня 1977) — колишній український тенісист.
Найвищу одиночну позицію світового рейтингу — 356 місце досяг 2 серпня 2004, парну — 524 місце — 6 червня 2005 року.

## Фінали ITF Ф'ючерс

### Одиночний розряд: 3 (1–2)
| Результат | В-П | Дата     | Турнір                  | Покриття | Суперник            | Рахунок       |
| --------- | --- | -------- | ----------------------- | -------- | ------------------- | ------------- |
| Перемога  | 1–0 | Вер 2001 | Україна F1, Горлівка    | Ґрунт    | Мелвін оп дер Гейде | 6–3, 4–6, 7–5 |
| Поразка   | 1–1 | Сер 2003 | Росія F1, Сергієв Посад | Ґрунт    | Лоран Рекундер      | 1–6, 6–3, 4–6 |
| Поразка   | 1–2 | Чер 2005 | Туреччина F2, Стамбул   | Тверде   | Амір Хадад          | 6–3, 2–6, 0–6 |

### Парний розряд: 3 (1–2)
| Результат | В-П | Дата     | Турнір                 | Покриття | Партнер          | Суперники                     | Рахунок          |
| --------- | --- | -------- | ---------------------- | -------- | ---------------- | ----------------------------- | ---------------- |
| Поразка   | 0–1 | Сер 2002 | Росія F1, Балашиха     | Ґрунт    | Олександр Ярмола | Михайло Єлгін Дмитро Власов   | 2–6, 7–6(2), 1–6 |
| Поразка   | 0–2 | Тра 2005 | Узбекистан F4, Андижан | Тверде   | Орест Терещук    | Євген Смірнов Андрій Столяров | 6–0, 4–6, 1–6    |
| Перемога  | 1–2 | Чер 2005 | Туреччина F1, Анкара   | Ґрунт    | Євген Смірнов    | Сіріль Боден Шарлі Вільнев    | 6–2, 7–6(5)      |